# Schaumburg-Lippe
Schaumburg-Lippe fue un Estado alemán que dejó de existir en 1946. Surgido en el siglo XVII a raíz de la Paz de Westfalia, tuvo una existencia de casi 300 años; primero como condado dentro del Sacro Imperio Romano Germánico, luego como principado integrado en la Confederación del Rin, la Confederación Germánica y el Imperio alemán. Finalmente fue un Estado libre dentro de la Alemania de la República de Weimar. Su territorio forma parte actualmente del estado federado de Baja Sajonia y se sitúa entre la ciudad de Hanóver y la frontera con la vecina región de Westfalia.

## Historia

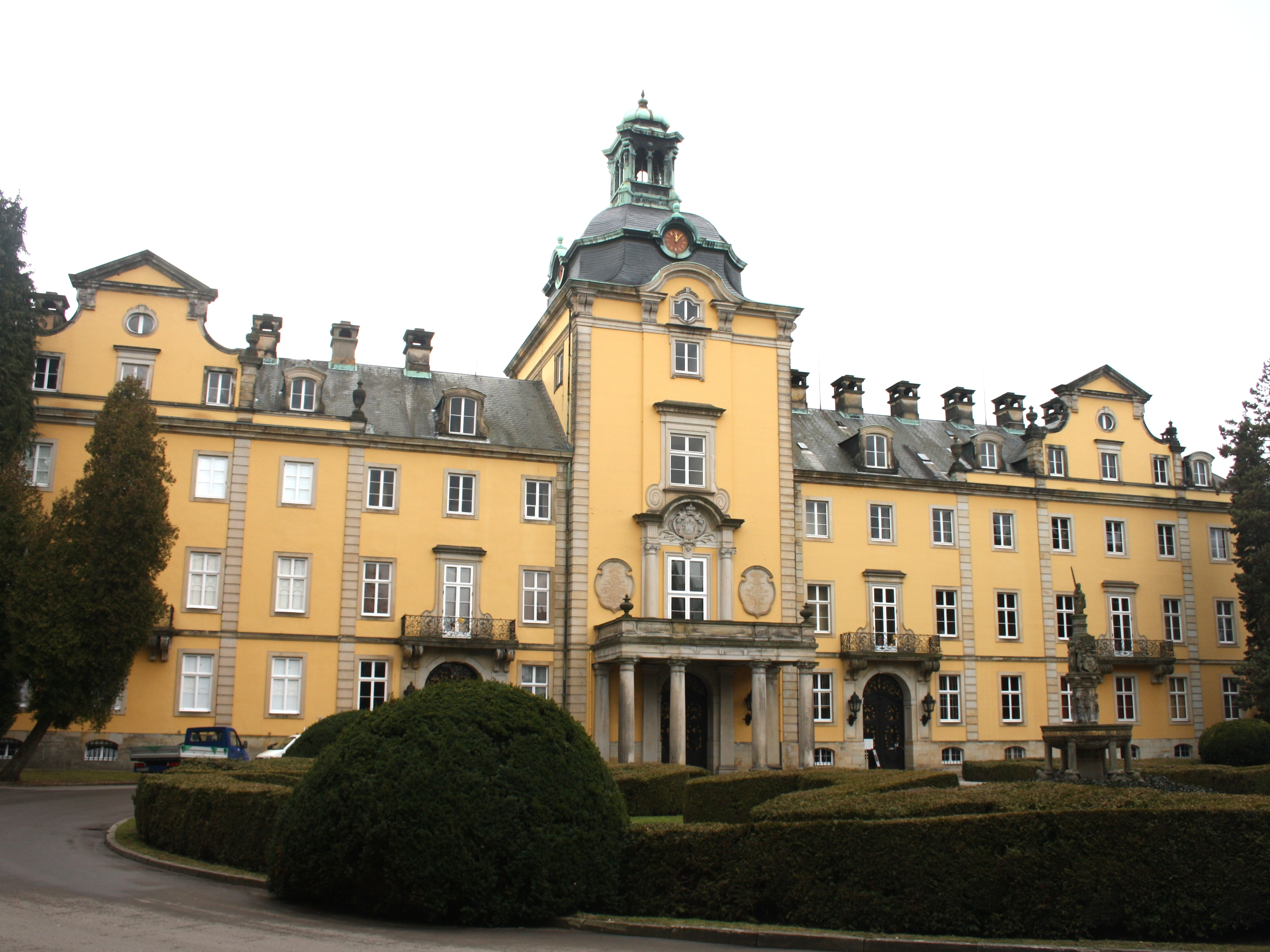
Castillo de Bückeburg, anterior residencia del principado, todavía propiedad de la familia principesca.

El iniciador de la casa condal de Schaumburg-Lippe fue el conde Felipe I. Felipe era el hijo menor del conde Simón VI de Lippe-Detmold. Cuando murió su padre en 1613, en su testamento dividió el condado entre sus tres hijos: el mayor (también llamado Simón) recibió el título de Conde de Lippe-Detmold; el segundo hermano, Otón, iniciaría la casa de Lippe-Brake, y Felipe, que contaba con quince años de edad, obtuvo los distritos de Alverdissen y Lipperode. El territorio gobernado por Felipe recibió el nombre de Condado de Lippe-Alverdissen.
Años más tarde, durante la turbulenta Guerra de los Treinta Años, Felipe de Lippe-Alverdissen se hizo temporalmente con el control del Condado de Schaumburg. El último titular del Condado de Schaumburg fue el conde Otón V, que murió envenenado en 1640 en la ciudad de Hildesheim durante una reunión de nobles del bando protestante. Otón murió sin dejar descendencia alguna, y el condado pasó a manos de su madre, la condesa Isabel. Isabel era a su vez hermana de Felipe de Lippe-Alverdissen. La condesa, incapaz de defender sus dominios en un periodo de guerra, transfirió sus derechos a su hermano en 1643. De 1643 hasta 1646, año de la muerte de Isabel, los hermanos fueron corregentes del Condado de Schaumburg. Poco a poco el Condado de Schaumburg fue desmembrándose a manos de vecinos más poderosos. Primero perdió sus exclaves o se vio obligado a venderlos. Finalmente tuvo que ceder la mayor parte del condado a sus poderosos vecinos, los landgraves de Hesse y los condes de Brunswick-Luneburgo. Felipe de Schaumburg-Alverdissen se quedó con la parte más occidental del condado, en torno a la localidad de Bückeburg. 
La Paz de Westfalia en 1648 sancionó la división de Schaumburg en tres partes. El nuevo condado, que sumaba a los antiguos territorios de Lippe-Alverdissen los obtenidos de Schaumburg, recibiría el nombre de Condado de Schaumburg-Lippe.
En 1681 falleció Felipe I y su condado quedó dividido entre sus dos hijos. El primogénito Federico Cristián recibe el título de Conde de Schaumburg-Lippe y el territorio situado en torno a Bückeburg, que había pertenecido originalmente al condado de Schaumburg. El segundón Felipe Ernesto se convirtió en Conde de Lippe-Alverdissen y obtuvo en herencia aproximadamente el territorio que su padre había heredado en 1613.
En 1709 se extinguió la rama de Lippe-Brake. Se produjo entonces un largo conflicto de sucesión entre las ramas supervivientes de la familia: Lippe-Detmold, Lippe-Alverdissen y Schaumburg-Lippe.
El nombre de Schaumburg aludía al burgo de Schaumburg (actualmente llamado Rinteln), que era el centro del primitivo condado y que quedó fuera de las fronteras de Schaumburg-Lippe, mientras que Lippe proviene del río homónimo de cuyas orillas procedía la casa condal que se hizo con parte del condado de Schaumburg. 
En 1807 fue elevado a la categoría de principado después de que el conde Jorge Guillermo (1784-1860) se uniera a la Confederación del Rin.
Schaumburg-Lippe fue uno de los Estados que sobrevivieron a los agitados años de las Guerras Napoleónicas y en 1815 se unió a la Confederación Germánica. En 1871 se convirtió en uno de los estados federados en el Imperio alemán. De 1895 a 1905 el príncipe Jorge de Schaumburg-Lippe trató de hacer valer sus derechos sucesorios al Principado de Lippe-Detmold, pero sin éxito. El príncipe Adolfo II de Schaumburg-Lippe fue uno de los últimos monarcas alemanes en renunciar a su trono. La abdicación se produjo el 15 de noviembre de 1918. Tras la finalización de la Primera Guerra Mundial, Schaumburg-Lippe pasó a ser un estado libre dentro de Alemania. Schaumburg-Lippe fue uno de los feudos del SPD en Alemania, donde se pudo mantener al frente de una coalición gobernante hasta marzo de 1933.
Tras la Segunda Guerra Mundial, Schaumburg-Lippe fue integrado en el recién creado estado federado de Baja Sajonia. En 1975 se realizó un referéndum legal para restituir a Schaumburg-Lippe el estatuto de land, pero a pesar del resultado positivo fue anulado por las instituciones estatales.

## Organización estatal
El Principado poseía desde 1871 un voto en el Reichsrat (Parlamento Imperial). Su capital, Bückeburg, era una pequeña localidad que en 1905 contaba con 5.500 habitantes. 
El Principado poseía un tratado militar con Prusia. 

## Economía
Este pequeño Estado dependía económicamente de la ganadería vacuna y de la minería del carbón.

## Religión
La religión de los príncipes y de la mayor parte de la población era el cristianismo evangélico (98,2%). Católicos (1,3%) y judíos (0,4%) formaban una pequeña minoría.

## Lista de gobernantes

### Condes
- 1647-1681: Felipe I (1601-1681)
- 1681-1728: Federico Christián (1655-1728)
- 1728-1748: Alberto Wolfgang (1699-1748)
- 1748-1777: Federico Guillermo Ernesto (1724-1777)
- 1777-1787: Felipe II Ernesto (1723-1787)
- 1787-1807: Jorge Guillermo

### Príncipes
- 1807-1860: Jorge Guillermo (1784-1860)
- 1860-1893: Adolfo I Jorge (1817-1893)
- 1893-1911: Jorge (1846-1911)
- 1911-1918: Adolfo II Bernardo (1883-1936)

### Ministros presidentes delEstado Libre
- 1918-1919: Heinrich Lorenz (SPD)
- 1919-1922: O. Bönners (independiente)
- 1922-1925: K. Wippermann (independiente)
- 1925-1928: E. Steinbrecher (SPD)
- 1928-1933: Heinrich Lorenz (SPD)
- 1933    : Hans Joachim Riecke (NSDAP)
- 1933-1945: Karl Dreier (NSDAP, como comisario del Reich)